# شنیکتسی گرگو
شنیکتسی گرگو (ارمنی: Շենիկցի Գրգո؛ زادهٔ تاریخ نامعلوم - درگذشته تاریخ نامعلوم) یک سیاستمدار، فرد نظامی و فدایی ارمنی اهل ارمنستان بود 

## زندگی‌نامه
وی با نام اصلی گریگور موسیان (ارمنی: Գրիգոր Մոսեյան)  به دنیا آمد  .  تاریخ درگذشت وی نامعلوم است.

## یادداشت
1. ↑  Սասունի 1894 թվականի ապստամբության

## برای مطالعهٔ بیشتر
- Ստեփանյան, Գառնիկ (1973). Կենսագրական բառարան. Vol. Ա. Երևան: «Հայաստան» հրատարակչություն. ISBN 978-5-550-00265-0.
- Babayan, Mikle (2019). Commemorative Book of Independence: Statesmen of the Republic of Armenia 1918-1921. Երևան. p. 22-25. ISBN 978-9939-0-3126-2.
- Adalian, Rouben Paul (2002). Historical Dictionary Of Armenia. Lanham, Maryland: Scarecrow Press, Inc. p. 265-66. ISBN 978-0-8108-4337-0.
- Walker, Christopher J. (1990). _The Survival of a Nation. St. Martin's Press Press. p. 382. ISBN 978-0-312-04944-7. Archived from the original on 13 July 2012.{{cite book}}:  نگهداری یادکرد:ربات:وضعیت نامعلوم پیوند اصلی (link)